# Фамар
Фамар (фр. Famars) је насеље и општина у североисточној Француској у региону Север-Па д Кале, у департману Север која припада префектури Валансјен.
По подацима из 2011. године у општини је живело 2473 становника, а густина насељености је износила 522,83 становника/km². Општина се простире на површини од 4,73 km². Налази се на средњој надморској висини од 72 метара (максималној 87 m, а минималној 36 m).

## Демографија
| 1962. | 1968. | 1975. | 1982. | 1990. | 1999. | 2011. |
| ----- | ----- | ----- | ----- | ----- | ----- | ----- |
| 929   | 1.132 | 1.567 | 1.444 | 2.002 | 2.499 | 2.473 |

График промене броја становника у току последњих година